# 小麥草

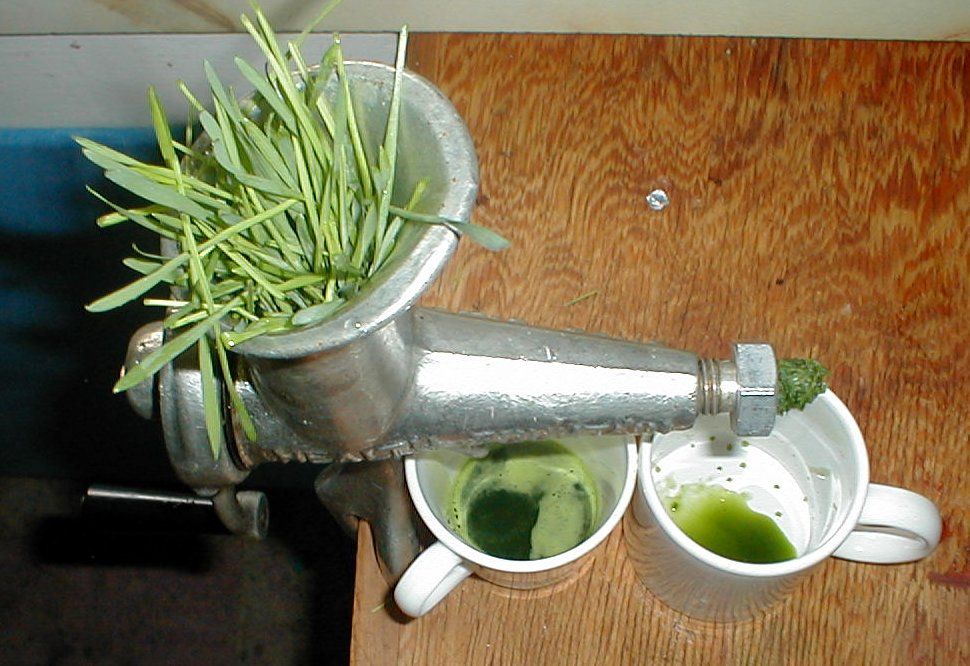
用手動搾汁機從小麥草搾出草汁

小麥草 / 貓草  （Wheatgrass / Catgrass）是鵝觀草屬 （Agropyron），特別是雞冠鵝觀草 （Agropyron cristatum，小麥的同類）的幼芽。其嫩葉可以搾汁或晒乾磨粉。未經加工的植株含大量纖維素，難以為人消化。但其也含有葉綠素、氨基酸、維生素、礦物質和酵素。
有些小麥草產品會用上普通小麥 （Triticum aestivum ）。

## 歷史
《本草綱目》裡記載小麥草的療效，
「麥苗，氣味辛、寒、無毒。主治消酒毒、暴熱、酒疽、目黃……搗爛絞汁日飲之，解渴，退胸隔熱，利小腸…」--- 摘自《本草綱目》， 可見古人已發現小麥草汁有消炎退熱、健胃消食、疏利腸胃的卓越功效。
小麥草的應用在西方社會始於1930年代。由 Charles F Schnabel嘗試推廣，至1940年代安·威格摩爾 （Ann Wigmore）繼續：她相信是小麥草緩解的她的癌症，她為此寫了幾本書。

## 用法
一般每日服 1-2次小麥草汁，每次 2-4 安士，空腹服用。用作解毒的時候，某些使用者會增加用量至每日 3-4次。但過量服用會導致頭暈。
由於種子價格便宜、生長快速，一些養貓者會種植小麥草給家貓食用，以使在胃中的毛球可吐出。需注意的是小麥草不等於貓薄荷，不含可使貓產生反應的荊芥內酯。

## 宣稱的功效

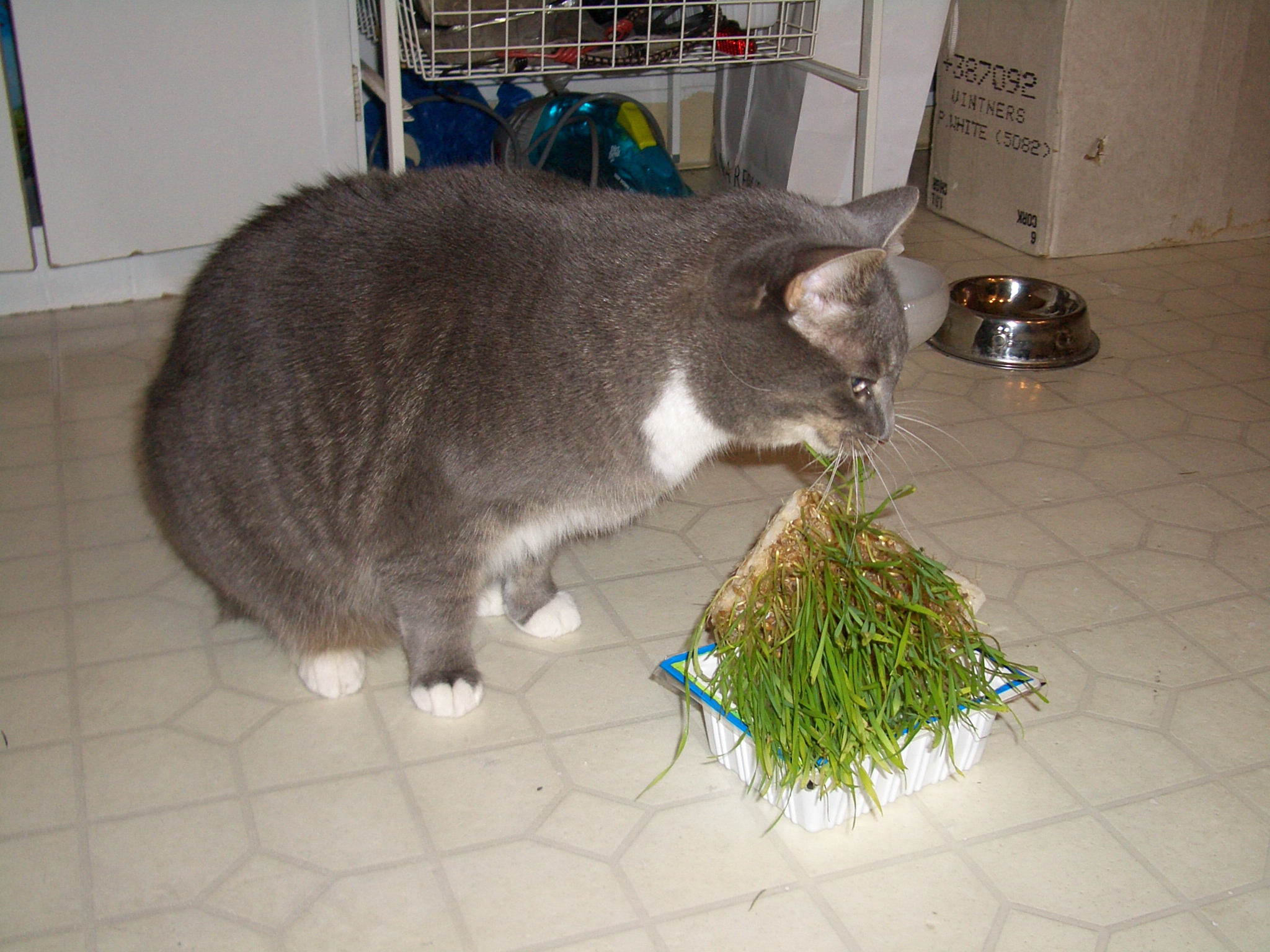
有些貓也喜歡吃小麥草

提倡飲用小麥草的人士認為，定時飲用可以改善消化系統，預防癌症、糖尿病和心臟病，治療便秘，清除血液中的重金屬，淨化肝臟，預防脫髮以及改善更年期症狀。雖然有大量坊間傳聞證明上述聲稱，但直到目前為止並未得到醫學或科學上的證據支持。.
其中一種最常見的聲稱，又是提倡飲用小麥草的人士和零售商經常提到的，就是一杯30 毫升的小麥草的營養等於一公斤的綠色蔬菜。 這個聲稱最可靠的來源是來自「小麥草之父」 Charles F. Schnabel：據說他曾說過「十五磅的小麥草等於三百五十磅最好的蔬菜」。 事實上，30克的熟菠菜或西蘭花所合含有的某些維生素和礦物質 （例如維生素C、鈣質和葉酸）比等量的小麥草還要多。 而且菠菜和西蘭花都含有纖維素。快餐廳所售賣的田園沙拉所含的營養比30 毫升的小麥草有更多種類的營養素。
存在於葉綠體的葉綠素與血紅蛋白內的血紅素同樣由一種名為卟啉的雜環化合物構成，因此引起另一種聲稱指，小麥草的葉綠素在消化吸收後，由於血液中的鐵質濃度足夠，令葉綠素可以透過離子交換而變成血紅素，令血液內的血紅素含量增加，促進血液循環、消化以及排出身體中的毒素。但其實這還需要身體中有足夠的相關酵素才可達成有關轉換。此外，在印度有一個關於地中海貧血的研究，讓病童每天喝100mL的小麥草汁，結果有一半病童減少了要接受輸血的需要，而其他病童並沒有任何不良反應，結果刊登於《印度兒科醫學期刊》。

## 流行文化中的小麥草
- 在FX电视台劇集《凹/凸容醫》 （Nip/Tuck）中，經常出現蔡奇俊 （Christian Troy）種植和飲用小麥草的鏡頭。
- 北美洲的健康飲品特許經營店Booster Juice也以小麥草飲品招徠顧客。有些店甚至展示種在花盆內的小麥草。
- 在(辛普森家族) "When You Dish upon a Star"一集中，荷馬用小麥草和伏特加發明了一種名為  "lawnmower"的雞尾酒。
- 在1990年代初期，香港有些大專活動會在迎新時準備好一大盤小麥草，作為迎新活動的「大懲罰」活動。當時有不少新生都未聽說過小麥草可吃，而對被罰「吃草」而感到害怕。

## 外部連結
- 互聯網健康圖書館
- 如何種植小麥草
- 小麥草 （页面存档备份，存于）
- 小麥草食譜
- 有關小麥草的其他觀點 （页面存档备份，存于）
- "小麥草與黴菌" （页面存档备份，存于）
- "小麥草種植套裝"
- "小麥草汁對健康的好處"